# 1号美国国道
1号美国国道（英語：U.S. Route 1或U.S. Highway 1，缩写为US-1），是美国国道系统中一条贯穿美国东岸各州的南北向主要公路，全长2,370英里（3,810），南起佛罗里达州基韦斯特，北至紧靠美加边境的缅因州肯特堡，是美国最长的南北向公路。1号美国国道与95号州际公路路廊基本平行，在杰克逊维尔与维吉尼亚州彼得斯堡之间路段，US-1较I-95位于西侧之内陆路线；缅因州段的US-1则比I-95更靠近东侧海岸路线。1号美国国道在北卡罗来纳州亨德森到维吉尼亚州彼得斯堡之间的路段几乎与85号州际公路公路并行。1号美国国道连接了美国东岸多数大城，包括迈阿密、杰克逊维尔、罗利、里士满、华盛顿特区、巴尔的摩、费城、纽约市和波士顿等，贯穿美国东南部至新英格兰地区。
1号美国国道是主要南北向美国公路中最靠东的一条，仅有其他几条公路的部分路段位于更贴近海岸的路廊上。1号美国国道部分源自于“大西洋公路”，该公路大致沿著大西洋沿岸平原和皮埃蒙特之间的大西洋沿岸瀑布线（Atlantic Seaboard Fall Line）行进，并在1920年代美国制定道路系统时大半编入US-1中。在编制当时更靠东边的公路大多路况不佳且未能服务于主要人口中心。随著州际公路系统建设，1号美国国道的用途和特徵逐渐改变，到了20世纪60年代末期95号州际公路成为东海岸南北向的主要公路。

## 途經州份

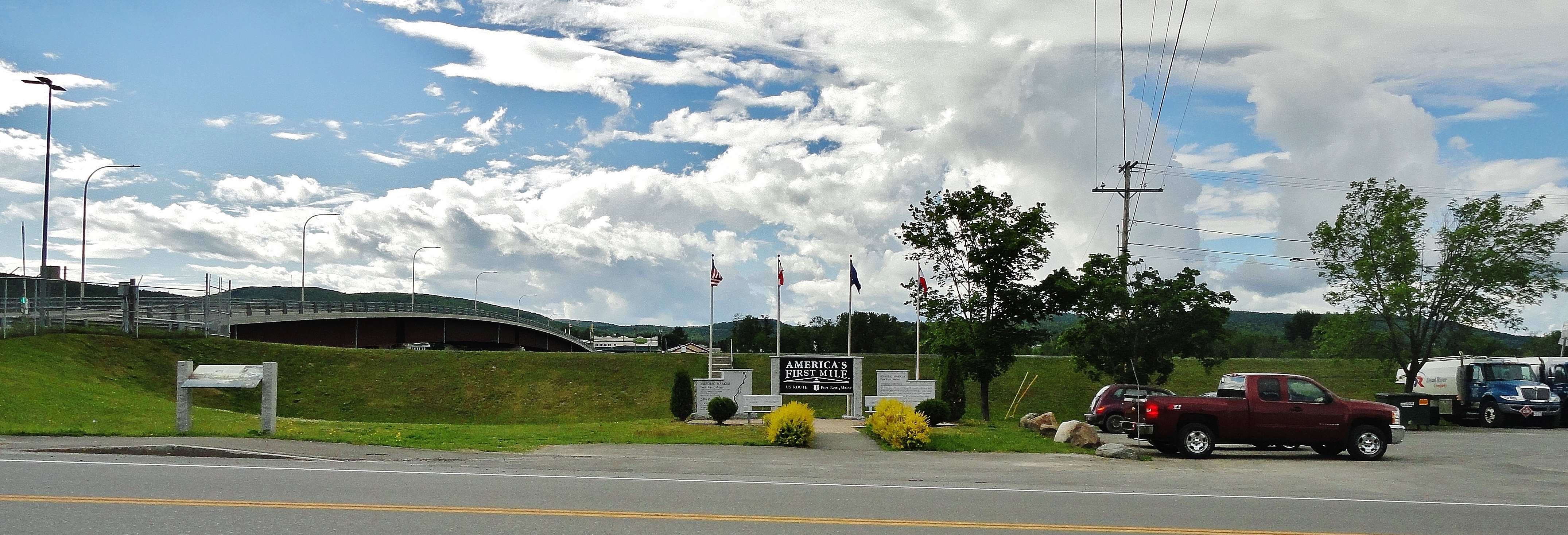
美国第一英里，1号国道，缅因州

國道1號線通過以下的州和特區（自南向北）：
- 佛羅里達州
- 喬治亞州
- 南卡羅來納州
- 北卡羅來納州
- 維吉尼亞州
- 華盛頓哥倫比亞特區
- 馬里蘭州
- 賓夕法尼亞州
- 紐澤西州
- 紐約州
- 康乃狄克州
- 羅德島州
- 麻薩諸塞州
- 新罕布夏州
- 緬因州